# 램 픽업
램 픽업(2010년까지 닷지 램으로 판매됨)은 스텔란티스 북미 지부 (이전 Chrysler Group LLC 및 FCA US LLC)에서 제조하고 2010년부터 램 트럭스 브랜드로 판매되는 풀 사이즈 픽업 트럭이다. 현 세대인 5세대 램은 2018년 1월 미시간주 디트로이트에서 2018 북미 국제 오토쇼 에서 데뷔했다. 그것은 2세대에서 종전까지 써오던 트랙터 스타일을 버리고 닷지 듀랑고와 비슷한 디자인 코드를 이식받았으며, 마일드 하이브리드 시스템을 펜타스타 엔진에서는 기본, 8기통 엔진 계통에서는 선택사양으로 들어간다.
이전에 램은 닷지 소형트럭 라인의 일부였다. Ram(램) 이라는 이름은 1980년 10월 Dodge D 시리즈 픽업 트럭과 B 시리즈 밴의 단종 및 배지 변경 이후 1981년 모델 연도 D닷지 트럭에서 처음 사용되었다. 다만 1970년대 미국 이외의 시장 판매용으로 파고 트럭에다 해당 브랜드를 붙였다는 설도 있다.
이후 1993년 2세대 모델이 나오자마자 상술한 흔히 아는 트랙터 스타일을 채택하고 당시 동급 최대의 적재공간을 실현하였으며, 운전석 에어백을 장착하였다. 이로 인해 얼마 못가 가장 적재능력이 떨어졌던 GM의 쉐보레 실버라도,  GMC 시에라등이 듀얼 및 사이드 에어백 장착을 F/L에서 꾀하게 되었다.

램 트럭은 모터트렌드 잡지의 올해의 트럭으로 무려 8번 선정되었다. 1994년 2세대 램, 2003년 3세대 램 HD, 2010년 4세대 램 HD, 2013년과 2014년 4세대 램 1500, 그리고 현행 5세대 램 픽업은 사상 최초로 2019년에서 2021년까지 3번 수상한 픽업트럭이 되었다.
여담으로 Topgear에 이 차량의 1세대 100 모델이 앨라배마에서 괴짜 챌린지를 하는 3대의 차량 중 하나로 등장한다.
최근에는 제조사 전략에 따라 헤미 엔진 및 TRX 트림이 단종되었고 이를 I6 트윈터보, 슈퍼차저 RHO 트림 및 플러그인 하이브리드 방식 램차저 트림으로 대체하였다.